# Anelaphus parallelus
Anelaphus parallelus är en skalbaggsart som först beskrevs av Newman 1840.  Anelaphus parallelus ingår i släktet Anelaphus och familjen långhorningar. Inga underarter finns listade i Catalogue of Life.